# Силва, Андерсон
А́ндерсон да Си́лва (порт.-браз. Anderson da Silva; род. 14 апреля 1975 года, Сан-Паулу) — бразильский боец смешанных единоборств. С 14 октября 2006 года по 6 июля 2013 года был чемпионом крупнейшей ММА организации в мире Ultimate Fighting Championship (UFC) в среднем весе; провёл 10 успешных защит титула, а также имеет в этой организации череду из 16 побед подряд, что также является рекордным показателем. За свои выступления в UFC он сумел заработать 12 наград-бонусов за лучший нокаут/болевой/удушающий/бой на турнире. Считается ММА сообществом одним из величайших бойцов в истории спорта. Президент UFC Дэйна Уайт называет Силву величайшим бойцом за всю историю единоборств в целом. В списке побежденных Андерсоном бойцов находятся: Чейл Соннен, Витор Белфорт, Демиан Майя, Дэн Хендерсон, Талес Лейтес, Рич Франклин, Форрест Гриффин, Юсин Оками и другие известные бойцы. Введён в Зал славы UFC.

## Биография
Андерсон Силва родился в Сан-Паулу, однако он предпочитает говорить, что он из Куритибы, где вырос и занимался боевыми искусствами, занятия которыми начал с тхэквондо, когда ему было 14 лет. Уже к 18 годам «Паук» получает чёрный пояс. Первоначально известен как мастер Муай-Тай. Также имеет чёрный пояс по бразильскому джиу-джитсу, который получил в 2006 году от Антонио Родриго Ногейра.

## Команда
Первоначально Силва был членом Chute Boxe Academy, однако затем покинул эту организацию, для того чтобы организовать свою — Muay Thai Dream Team. В ноябре 2006 года Андерсон создаёт новую команду Black House с Лиото Мачидой, Витором Белфортом, Ассуэрио Силвой и братьями Ногейра. В 2008 году совместно с Антонио Родриго Ногейрой открыл академию ММА «Team Nogueira MMA Academy» в Майами, штат Флорида.

## Карьера в смешанных единоборствах
Свои выступления в ММА начал в 2000 году в бразильской организации Mekka. Свой первый бой проиграл одноклубнику Луису Азереду единогласным решением судей, а его друг выиграл болевым на руку у Андре Гальвао. Следующие два боя в Мекка выиграл нокаутом у Жозе Баррето и Клаудинора Фонтинелье. После двух побед последовали ещё 3:2 победы в японской Shooto и завоевание титула, а также победа в Мекка. Был чемпионом UFC в средней весовой категории на протяжении 8 лет. В 2013 году проиграл свой пояс Крису Вайдману, после получил незамедлительный реванш. Однако, в том бою сломал свою ногу во втором раунде поединка.
После победы над Ником Диазом, тест Андерсона Сильвы на запрещенные препараты оказался положительным.
Президент UFC Дана Уайт опубликовал заявление, в котором прокомментировал положительный допинг-тест Андерсона Сильвы.
«Андерсон Сильва был одним из самых великих спортсменов, которых когда-либо видел этот спорт, — говорится в заявление Уайта. — У него была долгая и выдающаяся карьера в смешанных боевых искусствах. За девять лет, которые он выступал в UFC, он никогда не давал положительные результат на допинг. В свете этого, мы гарантируем, что Андерсон получит справедливый процесс расследования, и мы будем поддерживать его все время. Также Андерсон продолжит съемки в шоу The Ultimate Fighter. Конечно, мы будем продолжать контролировать действия Атлетической комиссии штата Невада. Мы полностью поддерживаем программу допинг-контроля комиссии, которую мы финансировали последние два года. Тестирование очень важно, чтобы содержать спорт в чистоте. Директор лаборатории объяснил, что результаты первого допинг-теста Андерсона были получены только 3 февраля. Мы будем уважать решение комиссии и двигаться вперед соответственно ему».
2 ноября 2020 года объявил о завершении карьеры после поражения Юрайе Холлу.

## Титулы и достижения
- Ultimate Fighting Championship
  - Зал славы UFC (Pioneer wing, Class of 2023)
  - Зал славы UFC (Fight wing, Class of 2024
  - Чемпион UFC в среднем весе (один раз; бывший)
  - Десять успешных защит титула
  - Наибольшее количество защит титула в истории среднего дивизиона UFC (10)
  - Второй по количеству последовательных защит титула в истории UFC (10)
  - Третий по количеству защит титула в истории UFC (10)
  - Самый долгий срок удержания титула в истории UFC (2457 дней)
  - Большинство побед в боях за титул чемпиона UFC в среднем весе (11)
  - Наибольшее количество побед в боях за титул UFC (9)
  - Наибольшее количество нокаутов в боях за титул UFC (7)
  - Наибольшее количество нокдаунов в боях за титул UFC (10)
  - Большинство боев за титул чемпиона UFC в среднем весе (13)
  - Пятый по количеству титульных боев UFC (13)
  - Единственный, кто объединил титул чемпиона UFC в среднем весе и чемпиона мира Pride в полусреднем весе
  - Бой вечера (пять раз) против Дэна Хендерсона, Форреста Гриффина, Чейла Соннена, Майкла Биспинга и Исраэля Адесаньи
  - Бой года 2010 против Чейла Соннена 1
  - Нокаут вечера (семь раз) против Криса Лебена, Рича Франклина, Нейта Марквардта, Форреста Гриффина, Витора Белфорта и Чейла Соннена
  - Наибольшее количество бонусов «Нокаут вечера» в истории UFC (7)
  - Нокаут года 2009 против Форреста Гриффина
  - Нокаут года 2006 против Рича Франклина
  - Подача года 2010 против Чейла Соннена
  - Наибольшее количество бонусов в истории дивизиона UFC в среднем весе (12)
  - Седьмой по количеству бонусов в истории UFC (14)
  - Самая длинная победная серия в истории UFC (16)
  - Самая длинная победная серия в истории среднего дивизиона UFC (13)
  - Самая длинная серия досрочных побед в истории UFC (8)
  - Седьмой по количеству финишей в истории UFC (14)
  - Наибольшее с (Юрая Холл и Тиаго Сантос) по количеству нокаутов в истории дивизиона UFC в среднем весе (8)
  - Наибольшее количество с Исраэлем Адесаньей по нокдаунов в истории дивизиона UFC в среднем весе (13)
  - Второй по количеству нокдаунов в истории UFC (18)
  - Наибольшее количество ударов ногами в бою в среднем весе UFC (57) (против Талеса Лейтеса)

- Cage Rage Championships
  - Чемпион Cage Rage в среднем весе (один раз, последний)
  - Три успешные защиты титула
- Shooto
  - Чемпион Shooto в среднем весе (один раз)

## Статистика в смешанных единоборствах
| Боёв 46          | Побед 34 | Поражений 11 |
| ---------------- | -------- | ------------ |
| Нокаутом         | 23       | 4            |
| Сдачей           | 3        | 2            |
| Решением         | 8        | 4            |
| Дисквалификацией | 0        | 1            |
| Не состоявшихся  | 1        | 1            |

| Результат    | Рекорд    | Соперник              | Способ                                       | Турнир                             | Дата             | Раунд | Время | Место                         | Примечание |
| ------------ | --------- | --------------------- | -------------------------------------------- | ---------------------------------- | ---------------- | ----- | ----- | ----------------------------- | --- |
| Поражение    | 34-11 (1) | Юрая Холл             | TKO (удары)                                  | UFC Fight Night: Hall vs. Silva    | 31 октября 2020  | 4     | 1:24  | Лас-Вегас, США                | |
| Поражение    | 34-10 (1) | Джаред Каннонье       | TKO (лоу-кик)                                | UFC 237                            | 11 мая 2019      | 1     | 4:47  | Рио-де-Жанейро, Бразилия      | |
| Поражение    | 34-9 (1)  | Исраэль Адесанья      | Единогласное решение                         | UFC 234                            | 10 февраля 2019  | 3     | 5:00  | Мельбурн, Австралия           | «Лучший бой вечера» (5) |
| Победа       | 34-8 (1)  | Дерек Брансон         | Единогласное решение                         | UFC 208                            | 11 февраля 2017  | 3     | 5:00  | Нью-Йорк, США                 | |
| Поражение    | 33-8 (1)  | Дэниел Кормье         | Единогласное решение                         | UFC 200                            | 9 июля 2016      | 3     | 5:00  | Лас-Вегас, США                | Бой в полутяжелом весе |
| Поражение    | 33-7 (1)  | Майкл Биспинг         | Единогласное решение                         | UFC Fight Night: Silva vs. Bisping | 27 февраля 2016  | 5     | 5:00  | Лондон, Великобритания        | «Лучший бой вечера» (4) |
| Не состоялся | 33-6 (1)  | Ник Диас              | NC (аннулирование)                           | UFC 183                            | 31 января 2015   | 5     | 5:00  | Лас-Вегас, США                | Изначально победа Сильвы единогласным решением, однако результат был аннулирован после положительного теста Силвы на дростанолон и андростерон, и положительного теста Диаса на метаболиты марихуаны |
| Поражение    | 33-6      | Крис Вайдман          | TKO (перелом ноги)                           | UFC 168                            | 28 декабря 2013  | 2     | 1:18  | Лас-Вегас, США                | Бой за титул чемпиона UFC в среднем весе |
| Поражение    | 33-5      | Крис Вайдман          | KO (удар)                                    | UFC 162                            | 6 июля 2013      | 2     | 1:18  | Лас-Вегас, США                | Утратил титул чемпиона UFC в среднем весе |
| Победа       | 33-4      | Стефан Боннар         | TKO (удар коленом в голову и удары руками)   | UFC 153                            | 13 октября 2012  | 1     | 4:40  | Рио-де-Жанейро, Бразилия      | Бой в полутяжёлом весе. Боннар дал положительный тест на запрещённые вещества |
| Победа       | 32-4      | Чейл Соннен           | TKO (удары)                                  | UFC 148                            | 7 июля 2012      | 2     | 1:55  | Лас-Вегас, США                | Защитил (10) титул чемпиона UFC в среднем весе. «Лучший нокаут вечера» (6) |
| Победа       | 31-4      | Юсин Оками            | TKO (удары)                                  | UFC 134                            | 27 августа 2011  | 2     | 2:04  | Рио-де-Жанейро, Бразилия      | Защитил (9) титул чемпиона UFC в среднем весе |
| Победа       | 30-4      | Витор Белфорт         | KO (фронт-кик и удары)                       | UFC 126                            | 5 февраля 2011   | 1     | 3:25  | Лас-Вегас, США                | Защитил (8) титул чемпиона UFC в среднем весе. «Лучший нокаут вечера» (4) |
| Победа       | 29-4      | Чейл Соннен           | Болевой приём (рычаг локтя из треугольника)  | UFC 117                            | 7 августа 2010   | 5     | 3:10  | Окленд, США                   | Защитил (7) титул чемпиона UFC в среднем весе. «Болевой приём вечера» (2); «Лучший бой вечера» (3); «Лучший бой года» (1). Соннен дал положительный тест на запрещённые вещества                     |
| Победа       | 28-4      | Демиан Майя           | Единогласное решение                         | UFC 112                            | 10 апреля 2010   | 5     | 5:00  | Абу-Даби, ОАЭ                 | Защитил (6) титул чемпиона UFC в среднем весе |
| Победа       | 27-4      | Форрест Гриффин       | KO (удар)                                    | UFC 101                            | 8 августа 2009   | 1     | 3:23  | Филадельфия, США              | Бой в полутяжёлом весе. «Лучший нокаут вечера» (5); «Лучший бой вечера» (2); «Лучший нокаут года» (2). Гриффин дал положительный тест на запрещённые вещества                                        |
| Победа       | 26-4      | Талес Лейтес          | Единогласное решение                         | UFC 97                             | 18 апреля 2009   | 5     | 5:00  | Монреаль, Канада              | Защитил (5) титул чемпиона UFC в среднем весе |
| Победа       | 25-4      | Патрик Коте           | TKO (травма ноги)                            | UFC 90                             | 25 октября 2008  | 3     | 0:39  | Роузмонт, США                 | Защитил (4) титул чемпиона UFC в среднем весе |
| Победа       | 24-4      | Джеймс Ирвин          | TKO (удары)                                  | UFC Fight Night: Silva vs Irvin    | 19 июля 2008     | 1     | 1:01  | Лас-Вегас, США                | Бой в полутяжёлом весе. Ирвин дал положительный тест на запрещённые вещества |
| Победа       | 23-4      | Дэн Хендерсон         | Сдача (удушение сзади)                       | UFC 82                             | 1 марта 2008     | 2     | 4:52  | Колумбус, США                 | Защитил (3) титул чемпиона UFC в среднем весе и объединил с титулом чемпиона PRIDE в полусреднем весе. «Удушающий приём вечера» (1); «Лучший бой вечера» (1)                                         |
| Победа       | 22-4      | Рич Франклин          | TKO (удары руками и коленями)                | UFC 77                             | 20 октября 2007  | 2     | 1:07  | Цинциннати, США               | Защитил (2) титул чемпиона UFC в среднем весе. «Лучший нокаут вечера» (4) |
| Победа       | 21-4      | Нейт Марквардт        | TKO (удары)                                  | UFC 73                             | 7 июля 2007      | 1     | 4:50  | Сакраменто, США               | Защитил (1) титул чемпиона UFC в среднем весе. «Лучший нокаут вечера» (3) |
| Победа       | 20-4      | Трэвис Латтер         | TKO (cдача от треугольника и ударов локтями) | UFC 67                             | 3 февраля 2007   | 2     | 2:11  | Лас-Вегас, США                | Не титульный бой. Латтер не уложился в вес (85 кг) |
| Победа       | 19-4      | Рич Франклин          | KO (удар коленом)                            | UFC 64                             | 14 октября 2006  | 1     | 2:59  | Лас-Вегас, США                | Завоевал титул чемпиона UFC в среднем весе. «Лучший нокаут вечера» (2); «Лучший нокаут года» (1) |
| Победа       | 18-4      | Крис Лейбен           | KO (удар коленом)                            | UFC Ultimate Fight Night 5         | 28 июня 2006     | 1     | 0:49  | Лас-Вегас, США                | Бой за статус претендента на титул чемпиона UFC в среднем весе. «Лучший нокаут вечера» (1) |
| Победа       | 17-4      | Тони Фрайклунд        | KO (удар локтем "томагавк")                  | Cage Rage 16                       | 22 апреля 2006   | 1     | 2:02  | Лондон, Великобритания        | Защитил (3) титул чемпиона Cage Rage в среднем весе. |
| Поражение    | 16-4      | Юсин Оками            | Дисквалификация (запрещённый удар ногой)     | Rumble on the Rock 8               | 20 января 2006   | 1     | 2:33  | Гонолулу, США                 | Вступительный тур турнира Rumble on the Rock в полусреднем весе. |
| Победа       | 16-3      | Кёртис Стаут          | KO (удары)                                   | Cage Rage 14                       | 3 декабря 2005   | 1     | 4:59  | Лондон, Великобритания        | Защитил (2) титул чемпиона Cage Rage в среднем весе. |
| Победа       | 15-3      | Хорхе Ривера          | TKO (удары коленями и руками)                | Cage Rage 11                       | 30 апреля 2005   | 2     | 3:53  | Лондон, Великобритания        | Защитил (1) титул чемпиона Cage Rage в среднем весе. |
| Поражение    | 14-3      | Рё Тёнан              | Сдача (скручивание пятки)                    | PRIDE Shockwave 2004               | 31 декабря 2004  | 3     | 3:08  | Сайтама, Япония               | |
| Победа       | 14-2      | Ли Мюррей             | Единогласное решение                         | Cage Rage 8                        | 11 сентября 2004 | 3     | 5:00  | Лондон, Великобритания        | Завоевал титул чемпиона Cage Rage в среднем весе. |
| Победа       | 13-2      | Джереми Хорн          | Единогласное решение                         | Gladiator 2                        | 27 июня 2004     | 3     | 5:00  | Сеул, Республика Корея        | |
| Победа       | 12-2      | Валдир Дус Анжус      | TKO (остановка угловыми)                     | Conquista Fight 1                  | 20 декабря 2003  | 1     | 5:00  | Витория-да-Конкиста, Бразилия | |
| Поражение    | 11-2      | Дайдзю Такасэ         | Сдача (треугольник)                          | PRIDE 26                           | 8 июня 2003      | 1     | 8:33  | Иокогама, Япония              | |
| Победа       | 11-1      | Карлос Ньютон         | KO (летучее колено и удары)                  | PRIDE 25                           | 16 марта 2003    | 1     | 6:27  | Иокогама, Япония              | |
| Победа       | 10-1      | Александр Оцука       | Единогласное решение                         | PRIDE 22                           | 29 сентября 2002 | 3     | 5:00  | Нагоя, Япония                 | |
| Победа       | 9-1       | Алекс Стейблинг       | TKO (остановка врачом)                       | PRIDE 21                           | 23 июня 2002     | 1     | 1:23  | Сайтама, Япония               | |
| Победа       | 8-1       | Роан Карнейру         | TKO (сдача от ударов)                        | Mecca 6                            | 31 января 2002   | 1     | 5:33  | Куритиба, Бразилия            | |
| Победа       | 7-1       | Хаято Сакураи         | Единогласное решение                         | Shooto 7                           | 26 августа 2001  | 3     | 5:00  | Осака, Япония                 | Завоевал титул чемпиона Shooto в среднем весе. |
| Победа       | 6-1       | Исраэл Албукерке      | TKO (сдача от ударов)                        | Mecca 5                            | 9 июня 2001      | 1     | 6:17  | Куритиба, Бразилия            | |
| Победа       | 5-1       | Тэцудзи Като          | Единогласное решение                         | Shooto 2                           | 2 марта 2001     | 3     | 5:00  | Токио, Япония                 | |
| Победа       | 4-1       | Клаудионор Фонтинелли | TKO (удары руками и коленями)                | Mecca 4                            | 16 декабря 2000  | 1     | 4:35  | Куритиба, Бразилия            | |
| Победа       | 3-1       | Жозе Баррету          | TKO (хай-кик и удары)                        | Mecca 2                            | 12 августа 2000  | 1     | 1:06  | Куритиба, Бразилия            | |
| Поражение    | 2-1       | Луис Азереду          | Единогласное решение                         | Mecca 1                            | 27 мая 2000      | 2     | 10:00 | Куритиба, Бразилия            | |
| Победа       | 2-0       | Фабрисиу Камоэнс      | TKO (выход из боя)                           | BFC 1                              | 25 июня 1997     | 1     | 25:14 | Кампу-Гранди, Бразилия        | |
| Победа       | 1-0       | Раймунду Пиньейру     | Сдача (удушение сзади)                       | BFC 1                              | 25 июня 1997     | 1     | 1:53  | Кампу-Гранди, Бразилия        | |

## Статистика в профессиональном боксе
В таблице перечислены результаты всех поединков боксёров.
В каждой строке указан результат поединка. Дополнительно номер поединка обозначен цветом, который обозначает итог поединка. Расшифровка обозначений и цветов представлена в нижеследующей таблице.
| Пример | Расшифровка                     |
| ------ | ------------------------------- |
|        | Победа                          |
|        | Ничья                           |
|        | Поражение                       |
|        | Планируемый поединок            |
|        | Поединок признан несостоявшимся |
| КО     | Нокаут                          |
| ТКО    | Технический нокаут              |
| PTS    | Решение судей (по очкам)        |
| UD     | Единогласное решение судей      |
| MD     | Решение большинства судей       |
| SD     | Раздельное решение судей        |
| RTD    | Отказ от продолжения боя        |
| DQ     | Дисквалификация                 |
| NC     | Поединок признан несостоявшимся |

| 5 | 3-2 | 29 октября 2022  | Джейк Пол (5-0)                    | Дезерт Даймонд-арена, Глендейл (Аризона)              | KO 1 (6) 1:22 |
| 4 | 3-1 | 11 сентября 2021 | Тито Ортис (0-0-0)                 | Seminole Hard Rock Hotel & Casino, Холливуд (Флорида) | KO 1 (6) 1:22 |
| 3 | 2-1 | 19 июня 2021     | Хулио Сесар Чавес-младший (52-5-1) | Стадион «Халиско», Гвадалахара                        | SD 6          |
| 2 | 1-1 | 5 мая 2005       | Хулио Сезар де Жезус (0-0-0)       | Ginásio de Esportes Antônio Balbino, Салвадор         | KO 2 (6) 0:19 |
| 1 | 0-1 | 22 мая 1998      | Омар Луис Тейшейра (8-2)           | Ginásio Isael Pastuch, Униан-да-Витория               | RTD 1 (6)     |

## Фильмография
| Год  |   | Русское название               | Оригинальное название  | Роль               |
| ---- | - | ------------------------------ | ---------------------- | ------------------ |
| 2009 | ф | Никогда не сдавайся            | Never Surrender        | Паук               |
| 2009 | ф | Адская сеть                    | Hell’s Chain           | Король Анаконда    |
| 2011 | ф | Как вода                       | Like Water             | в роли самого себя |
| 2013 | ф | Пока смерть не разлучит нас 2  | Til Death Do Us Part 2 | Эндрю Сильвер      |
| 2013 | ф | Черви                          | Worms                  | Хари (голос)       |
| 2014 | ф | Рукопашный бой                 | Tapped Out             | Андерсон           |
| 2014 | ф | Семь часов ночь на понедельник | Monday Nights at Seven | Мэтьюз             |
| 2017 | ф | Абсолютный мастер зверей       | Ultimate Beastmaster   | в роли самого себя |